# GNU 프라이버시 가드
GNU 프라이버시 가드(GNU Privacy Guard, GnuPG 또는 GPG)는 시만텍사의 PGP를 대체하는 자유 소프트웨어이다. GnuPG는 오픈피지피 표준을 다루는 RFC 4880를 만족한다. 현재 버전의 GPG는 GnuPG나 다른 오픈PGP 호환 프로그램과 상호 운용이 가능하다.
GnuPG는 자유 소프트웨어 재단의 GNU 소프트웨어에 속하고, 독일 정부의 주요 재정 후원을 받고 있다. GnuPG는 GPL3 라이선스로 배포된다.

## 역사
GnuPG는 붸르너 코흐(Werner Koch)가 처음 개발했다. 1.0.0 버전은 1999년 9월 7일에 배포되었다. 2000년에 독일 경제기술부는 문서화와 윈도 버전 개발에 재정 지원을 했다. 오픈PGP 표준에 부합했기 때문에 필짐머만이 개발한 이메일 암호화 프로토콜인 PGP와 호환되게 설계되었다.
2.0 버전은 2006년 11월 13일에 배포되었다. 마지막 판이 1.4.10인 이전 안정 버전인 1.x 계열은 GnuPG 2 버전들과 병행하여 개발된다. 모든 목적에 부합하는 프로그램상 설계에 중요한 변화가 있었기 때문이다.

## 같이 보기
- PGP
- 트루크립트
- 프리넷